# Peter Hofbauer (Politiker)
 Peter Hofbauer  (* 14. Mai 1886 in Hellmonsödt, Oberösterreich; † 21. Dezember 1962 in Linz) war ein österreichischer Bauer und Politiker.

## Leben
Hofbauer kam aus einer kinderreichen Familie und war anfänglich als Hilfsarbeiter in Eisenerz tätig. Nach der Teilnahme am Ersten Weltkrieg heiratete er 1919 eine Bauerntochter in der Gemeinde St. Magdalena und bewirtschaftete den stattlichen Hof. Der kluge und sachliche Mann zählte zu den Mitbegründern des Bauernbundes und war von 1934 bis 1938 Obmann des Bezirksbauernbundes. Zwischen 1924 und 1938 war er Bürgermeister des 1939 nach Linz eingemeindeten Ortes St. Magdalena. Als Mitglied des Landtages von 1931 bis 1934 vertrat er die Christlich-soziale Partei.
Er wurde am Friedhof St. Magdalena (Linz) bestattet. In Linz ist die Hofbauerstiege nach ihm benannt.